# Jean Lanher
Jean Lanher (ur. 21 października 1924 w Montmédy, zm. 4 stycznia 2018) – francuski językoznawca, specjalista dialektolog, emerytowany profesor uniwersytetu Nancy-II. Należał do Académie de Stanislas. Był kawalerem Orderu Legii Honorowej. Wydał między innymi, jako autor lub współautor, Chartes en langue française antérieures à 1271 conservées dans le département des Vosges(1975), Atlas linguistique et ethnographique de la Lorraine romane (1979), Les Contes de Fraimbois (1973), Au fil des mois : dictons de Lorraine (1985-1989), Dictionnaire du français régional de Lorraine (1990), Dom Loupvent : récit d'un voyageur lorrain en Terre Sainte au XVIe siècle (2007). 